# Західний Нью-Катанкуді
Грама Ніладхарі Західний Нью-Катанкуді (№ 167D) — Грама Ніладхарі підрозділу ОС Каттанкуді, округ Баттікалоа, Східна провінція, Шрі-Ланка.

## Демографія
| Населення (2007) | Населення (2007) | Населення (2007) | Населення (2007) | Населення (2007) |
| Населення        | Чоловіки         | Жінки            | Діти             | Дорослі          |
| ---------------- | ---------------- | ---------------- | ---------------- | ---------------- |
| 1980             | 889              | 1091             | 791              | 1189             |